# إتش بي أو إس

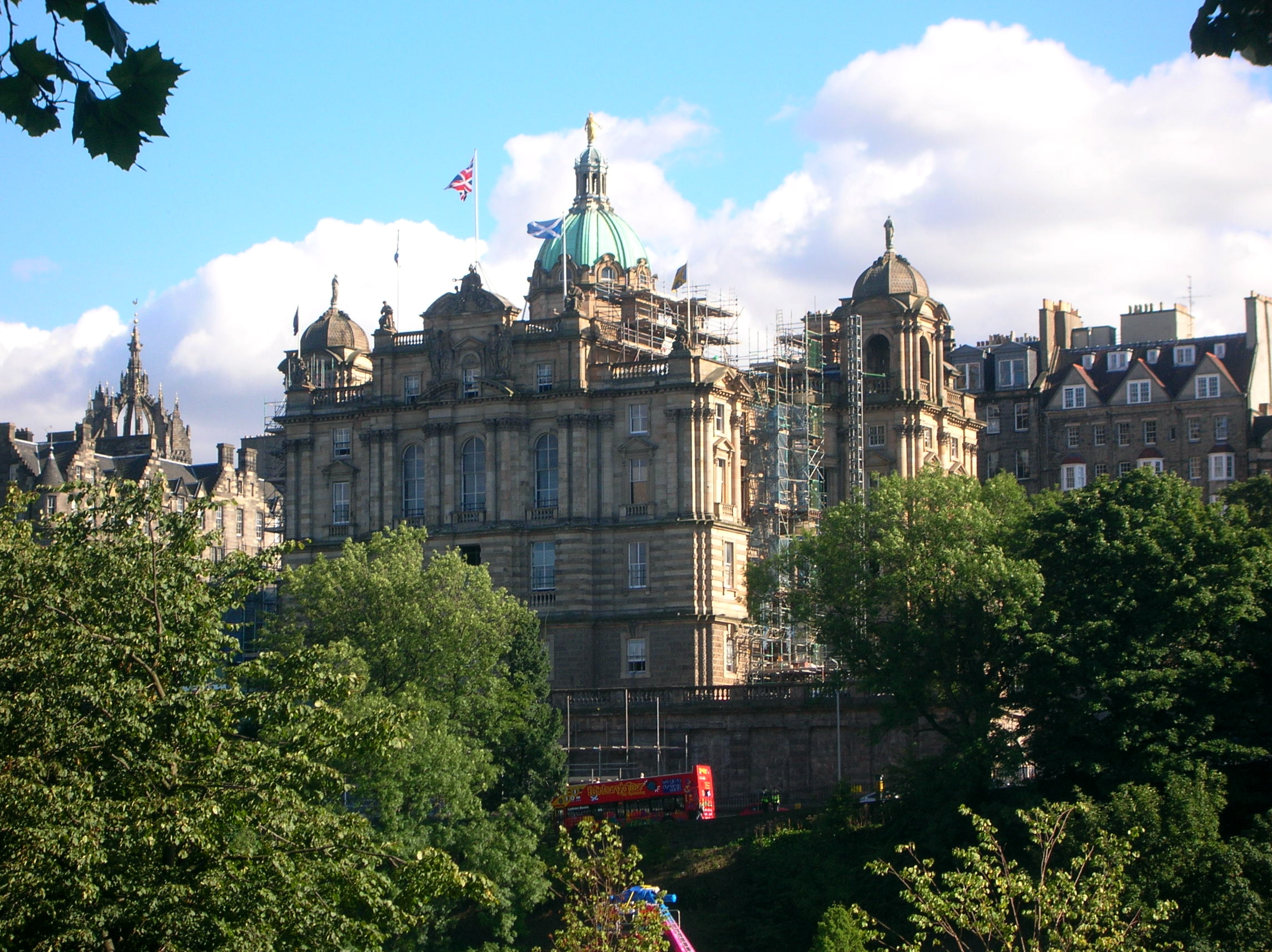
مقر المجموعة على التل, إدنبرة.

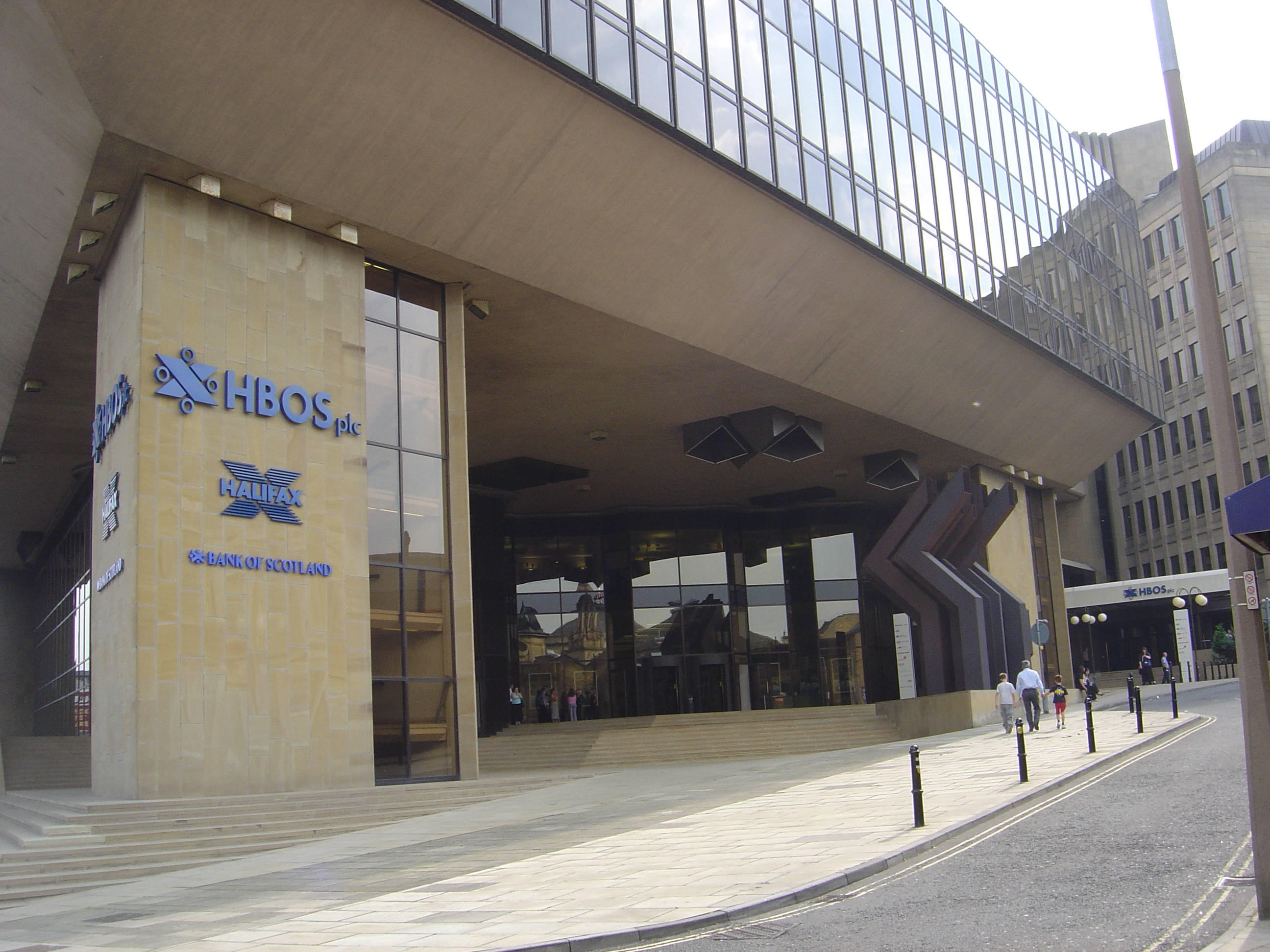
مكتب اتش بي او اس في طريق الثالوث, هاليفاكس.

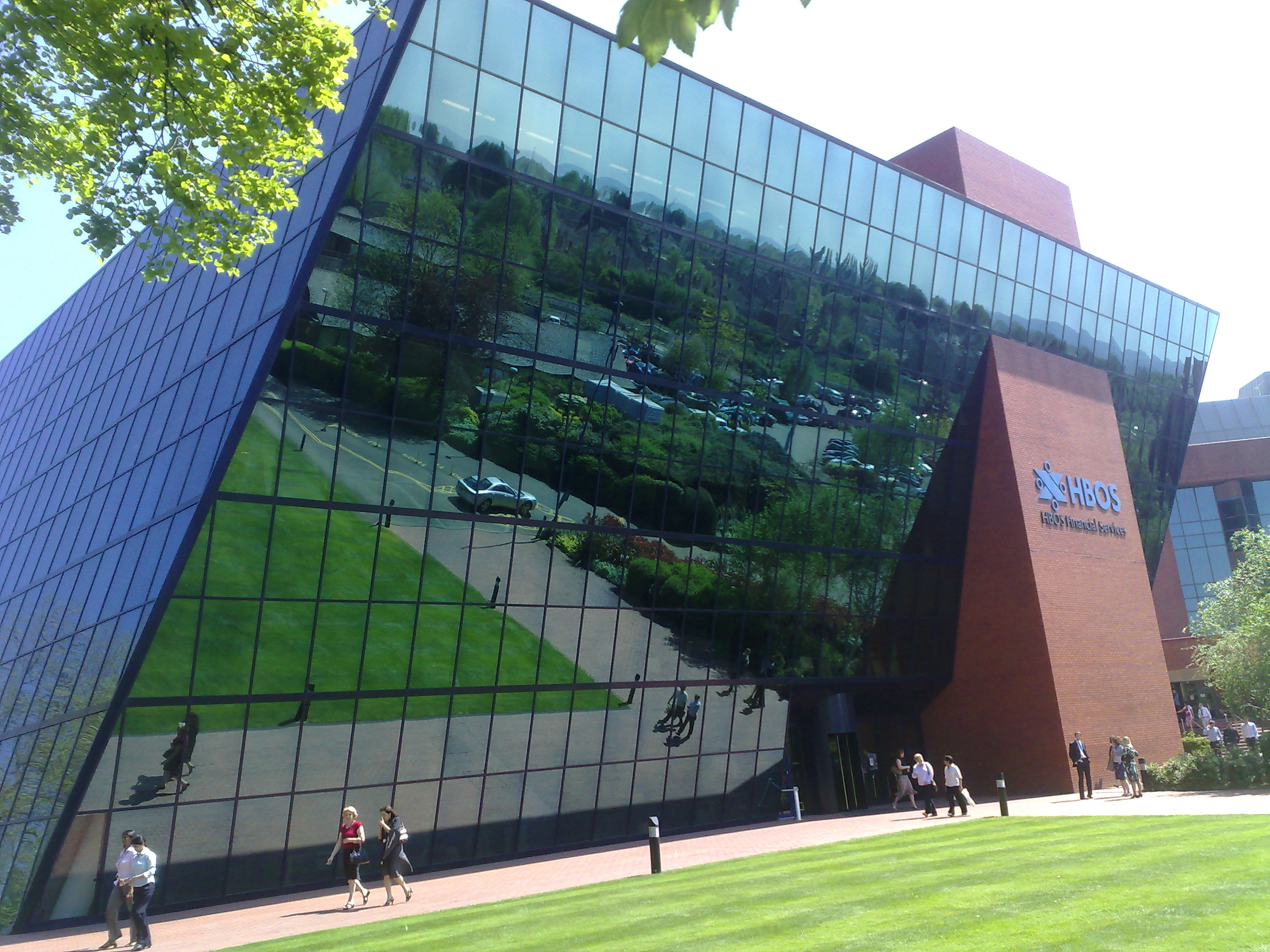
مكاتب هاليفاكس في أيلزبري، باكينجهامشير.

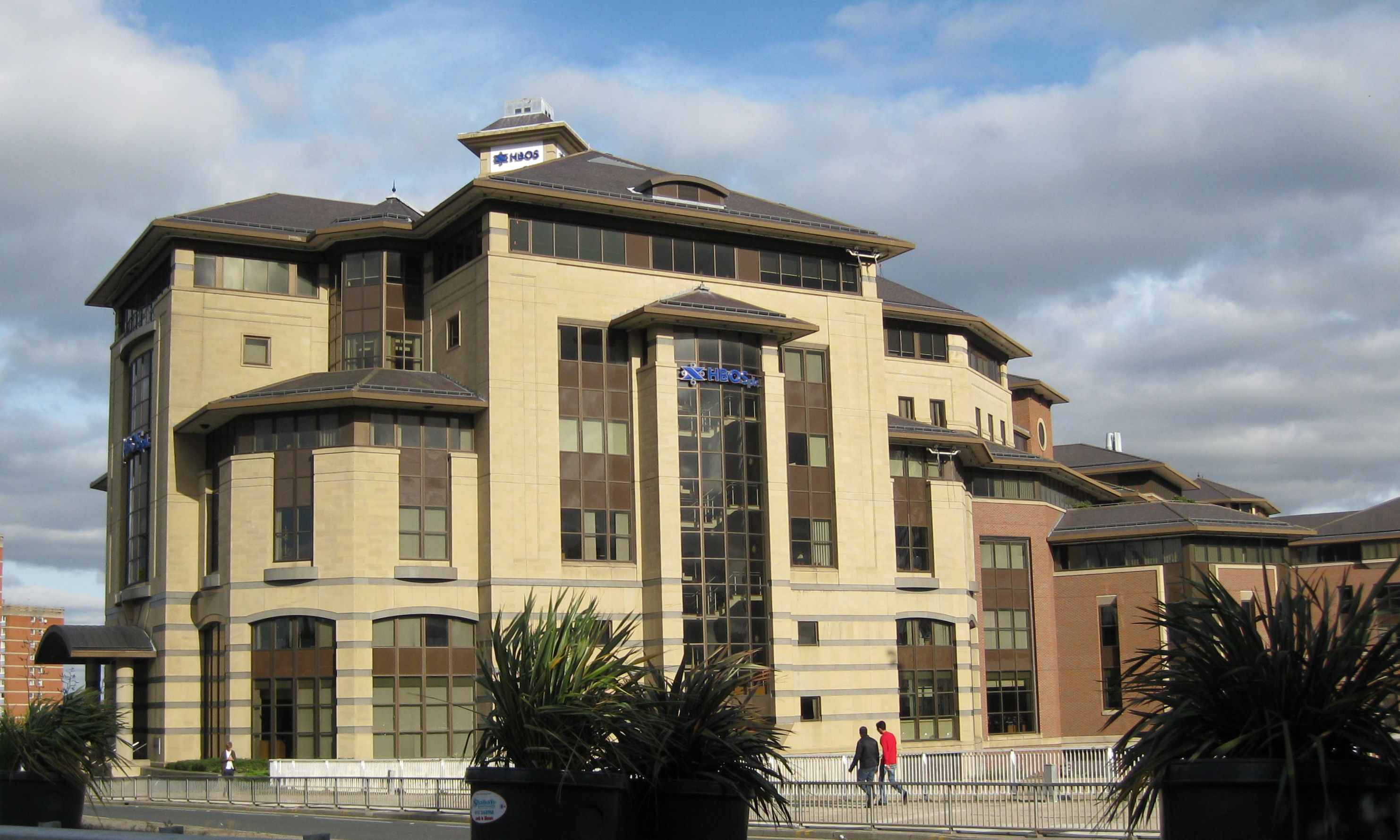
مكاتب اتش بي او اس في لوفيل بارك، ليدز، سابقًا مكاتب جمعية ليدز الدائمة للبناء قبل استحواذها على جمعية بناء هاليفاكس.

إتش بي أو إس هي شركة مصرفية وتأمينية في المملكة المتحدة، وهي شركة تابعة مملوكة بالكامل لمجموعة لويدز المصرفية، وقد تم الاستحواذ عليها في يناير 2009. كانت الشركة القابضة لـ بنك اسكتلندا، التي تدير علامتي بنك اسكتلندا وهاليفاكس في المملكة المتحدة، وكذلك إتش بي أو إس أستراليا وإتش بي أو إس للتأمين والاستثمار، قسم التأمين بالمجموعة.
تم تشكيلها بواسطة اندماج هاليفاكس عام 2001 وبنك اسكتلندا. تم تشكيل إتش بي أو إس كخلق قوة خامسة في مجال الخدمات المصرفية البريطانية حيث أنشأت شركة ذات حجم ومكانة مماثلة لبنوك التجزئة الكبرى الأربعة في المملكة المتحدة. وكان أيضا أكبر مقرض للرهن العقاري في المملكة المتحدة. شهد قانون إعادة تنظيم مجموعة <b id="mwIw">إتش بي أو إس</b> لعام 2006 نقل شركة هاليفاكس إلى بنك اسكتلندا، والتي أصبحت الآن شركة محدودة عامة مسجلة، هي بنك أوف سكوتلاند.
على الرغم من أن إتش بي أو إس رسميًا لم يكن اختصارًا لأية كلمات محددة، إلا أنه يُفترض على نطاق واسع الترشيح لبنك هاليفاكس في اسكتلندا. يقع المقر الرئيسي للشركة في التل في إدنبرة، اسكتلندا، المكتب الرئيسي السابق لبنك اسكتلندا. كان مقر العمليات في هاليفاكس، غرب يوركشاير، إنجلترا، المكتب الرئيسي السابق لهاليفاكس.
تم الاستحواذ على المجموعة ودمجها في مجموعة لويدز المصرفية من خلال عملية استحواذ من قبل لويدز تي إس بي يوم الاثنين 19 يناير 2009 بعد أن وافقت كلتا المجموعتين من المساهمين على الصفقة.
صرحت مجموعة لويدز المصرفية بأن المجموعة الجديدة ستستمر في استخدام التل كمقر لعملياتها في اسكتلندا ولن تتوقف عن إصدار الأوراق البنكية الاسكتلندية. 